# Yellow (木村KAELA單曲)
《Yellow》，是日本歌手木村KAELA的個人第10張單曲，2007年10月24日在自己的生日這天由所屬唱片公司哥倫比亞音樂發行。

## 曲目
1. Yellow (3:18)
  - 作詞：木村KAELA 作曲：渡邊忍
2. No Reason Why (3:11)
  - 作曲／作詞：FARRAH
3. Déjàvu (3:28)
  - 作詞：木村KAELA 作曲：會田茂一
4. Yellow(Instrumental) (3:18)
5. No Reason Why(Instrumental) (3:11)
6. Dejavu(Instrumental) (3:28)

## 解説
- Yellow單曲的發行日10月24日也為木村KAELA的生日。另外在同日發行的紀念奥田民生出道20週年的《奥田民生・COVERS》專輯中、木村KAELA翻唱奥田民生的歌曲《マシマロ》（棉花糖）收錄其中。
- C/W曲《Déjàvu》的作詞靈感由來，是Kaela本人想起小時候時，有次把兩手姆指與食指合成三角形，然後對著三角形的空隙間，嘴裡唱著「アボロ、アボロ、アボロ（aboro、aboro、aboro）…」像念咒一樣。而「Déjàvu」是法文的口語化（英文中也常用），有「似曾相識」、「記憶幻覺」的意思。
- 台灣於2007年11月6日由風雲唱片代理發行台壓。